# Christmas in Vienna II
| Оценки критиков | Оценки критиков |
| Источник        | Оценка          |
| --------------- | --------------- |
| AllMusic        | [ 1 ]           |

Christmas in Vienna II (также Celebration in Vienna) — концертный альбом американской певицы Дайон Уорвик и испанского тенора Пласидо Доминго, выпущенный в 1994 году на лейбле Sony Classical.
Пластинка была записана 21 декабря 1993 года в Хофбурге во время второго концерта из цикла Christmas in Vienna. В записи также принял участие Венский симфонический оркестр под управлением Вьекослава Шутея и Моцартовский хор мальчиков. Спродюсировал запись Мишель Готц.

## Список композиций
| №   | Название | Автор(ы)                                                                                      | Исполнитель                   | Длительность |
| --- | --- | --------------------------------------------------------------------------------------------- | ----------------------------- | ------------ |
| 1.  | «Smile» | Чарли Чаплин, Джеффри Парсонс, Джон Тёрнер                                                    | Дайон Уорвик, Пласидо Доминго | 4:49         |
| 2.  | «Hear My Song» | Пласидо Доминго, Пласидо Доминго мл.                                                          | Пласидо Доминго               | 3:17         |
| 3.  | «O Holy Night» | Адольф Адан, Джон Салливан Дуайт                                                              | Дайон Уорвик                  | 4:29         |
| 4.  | «Las Golondrinas» | Рикардо Пальмерин, Луис Вега                                                                  | Пласидо Доминго               | 3:36         |
| 5.  | «Over the Rainbow» | Гарольд Арлен, Э.И. Харбёрг                                                                   | Дайон Уорвик, Пласидо Доминго | 4:31         |
| 6.  | «What The World Needs Now» | Берт Бакарак, Хэл Дэвид                                                                       | Дайон Уорвик                  | 3:47         |
| 7.  | «L’Ultima Canzone» | Франческо Чиммино, Паоло Тости                                                                | Пласидо Доминго               | 5:12         |
| 8.  | «As Time Goes By» | Герман Хапфелд                                                                                | Дайон Уорвик                  | 4:26         |
| 9.  | «An Die Musik» | Франц фон Шобер, Франц Шуберт                                                                 | Пласидо Доминго               | 2:37         |
| 10. | «Ave Maria» | Франц Шуберт                                                                                  | Дайон Уорвик, Пласидо Доминго | 4:48         |
| 11. | «Medley: Mary’s Boy Child / God Rest Ye Merry Gentlemen / Once Again It’s Christmas Time This Year / Ven A Mi Casa Esta Navidad / The Christmas Song / Feliz Navidad» | Луис Агиле / Кэрол Коннорс / Джестер Хэйрстон / Ли Холдридж / Мел Торме / народная / народная | Дайон Уорвик, Пласидо Доминго | 7:57         |
| 12. | «Stille Nacht» | Франц Грубер, Джозеф Мохр                                                                     | Дайон Уорвик, Пласидо Доминго | 3:15         |

## Чарты
| Чарт (1994)                                    | Пиковая позиция |
| ---------------------------------------------- | --------------- |
| Австрия (Ö3 Austria)                           | 7               |
| Германия (Offizielle Top 100)                  | 5               |
| Швеция (Sverigetopplistan)                     | 29              |
| Великобритания (UK Albums Chart)               | 60              |
| США (Billboard Top Classical Crossover Albums) | 15              |

## Сертификации и продажи
| Регион | Сертификация | Продажи  |
| --- | ------------ | -------- |
| Нидерланды (NVPI) | Платиновый   | 100 000^ |
| * Данные о продажах приведены только на основе сертификации. ^ Данные о тиражах приведены только на основе сертификации. |              |          |